# PlayStation Network Card
La PlayStation Network Card è una carta prepagata utilizzata per acquistare contenuti PS3, PS4, PSP e PlayStation Vita all'interno del PlayStation Store. È disponibile in tagli da 20.00 €, 35.00 €, 50.00 € e costituisce un'alternativa alle transazioni con carta di credito, nonché un modo semplice per aggiungere fondi al portafoglio PlayStation Network.
Le Card sono acquistabili nei rivenditori autorizzati (es. GameStop, MediaWorld, ecc.) e utilizzano un codice segreto a 12 cifre.
Non funzionano fino al momento dell'attivazione, che accade nel momento dell'acquisto. Se inutilizzate per 12 mesi, finiscono col disattivarsi perdendo così il loro valore commerciale. I codici sono formati da numeri e lettere maiuscole.